# Bolno
Bolno (em macedônio/macedónio:  Болно) é uma vila situada no Município de Resen, na República da Macedônia. Está a 4 quilômetros (2,5 mi) leste da sede municipal que é Resen, Tendo 237 residentes, a vila é o lar do clube de futebol, FK Ilinden.

## Demografia
Bolno é historicamente povoada pelos macedônios.
| Grupo étnico | 1961   | 1961 | 1971   | 1971 | 1981   | 1981 | 1991   | 1991 | 1994   | 1994 | 2002   | 2002 |
| Grupo étnico | Número | %    | Número | %    | Número | %    | Número | %    | Número | %    | Número | %    |
| ------------ | ------ | ---- | ------ | ---- | ------ | ---- | ------ | ---- | ------ | ---- | ------ | ---- |
| Macedônios   | 596    | 99.3 | 475    | 99.0 | 510    | 98.7 | 432    | 99.5 | 287    | 99.3 | 234    | 98.7 |
| outros       | 4      | 0.7  | 5      | 1.0  | 7      | 1.4  | 2      | 0.5  | 2      | 0.7  | 3      | 1.3  |
| Total        | 600    | 600  | 480    | 480  | 517    | 517  | 434    | 434  | 289    | 289  | 237    | 237  |

## Pessoas de Bolno
- Dimitar Bogoevski (1918 - 1942), poeta e revolucionário[4]